# Christa Thiel
Christa Thiel (* 4. Mai 1954 in Mainz) ist eine deutsche Rechtsanwältin und Sportfunktionärin.

## Werdegang
Thiel war als Turniertänzerin sportlich aktiv. Seit ihrer Promotion arbeitet sie in Wiesbaden als Rechtsanwältin.
1998 wurde sie Vorsitzende im Bundesausschuss „Frauen im Sport“ des Deutschen Sportbundes (DSB).
1999 rückte sie in das Präsidium des Deutschen Schwimm-Verbandes (DSV) auf, von 2000 bis 2016 war sie dessen Präsidentin. Während ihrer Amtszeit sank die Medaillenausbeute deutscher Beckenschwimmer bei Olympischen Spielen kontinuierlich von zwölf (Atlanta 1996) auf fünf in Athen 2004 und zwei in Peking  2008. Bei den Olympischen Spielen 2012 in London blieb der DSV erstmals seit 80 Jahren bei den Beckenwettbewerben ohne Medaille. Christa Thiel richtete daraufhin eine Expertenkommission ein, die das Abschneiden der Wassersportler bei den Olympischen Spielen aufarbeiten und verbessern sollte. Nachdem die Beckenschwimmer auch 2016 in Rio ohne Medaille geblieben waren, gab sie im August bekannt, bei der bevorstehenden Wahl nicht mehr anzutreten. Zudem wurde vermehrt Kritik an ihrem Führungsstil laut, bereits 2012 war sie ohne Gegenkandidat nur mit 57 % im Amt bestätigt worden. Beim Verbandstag am 5. November 2016 wurde Thiel zur Ehrenpräsidentin des DSV gewählt. Ihre Nachfolgerin als Präsidentin der Verbandes wurde Gabi Dörries, die bisher die Fachsparte Schwimmen geleitet hatte.
Seit 2004 ist Christa Thiel Mitglied des Bureaus des Europäischen Schwimmverbandes (LEN). Von 2008 bis 2012 war sie dessen Schatzmeisterin, im September 2012 wurde sie zur Vizepräsidentin der LEN gewählt. 2002 war sie als Unabhängige Beobachterin für die Welt-Anti-Doping-Agentur bei den Olympischen Winterspielen in Salt Lake City tätig. Von 2002 bis 2005 war sie Vizepräsidentin Internationales des Deutschen Sportbundes (DSB). Danach war Thiel von 2006 bis 2010 Vorsitzende der Konferenz der Spitzenverbände im Deutschen Olympischen Sportbund (DOSB) und Mitglied im Aufsichtsrat der Nationalen Anti-Doping-Agentur. Von 2010 bis 2014 war sie Vizepräsidentin Leistungssport im Deutschen Olympischen Sportbund. Sie war außerdem Vorsitzende des Disciplinary Panel des Internationalen Schwimm-Verbandes FINA. 
Als Jurymitglied im Gremium „Das Grüne Band“ setzt sie sich für Talentförderung und die Vereinbarkeit von schulischer und sportlicher Ausbildung junger Menschen ein.